# Facção Central
Facção Central és un grup de rap brasiler.

## Història
La banda de rap Facção Central, va ser fundada a la zona central de la gran ciutat de São Paulo, al Brasil, pels següents components: Nego (avui conegut com a Rapper Mag). Eduardo i Jurandir. Més endavant Nego i Jurandir van deixar la banda. Dum Dum i Garga van unir-se a la banda. Al començament de l'any 1998 Garga va deixar la banda i Erick 12 es va convertir en el nou component, però més endavant Erick 12 va deixar també la banda per a començar a ajudar a la banda amb assumptes de l'estudi. Aquest passat violent dels components es va convertir en una font d'inspiració, que ha portat al compositor Eduardo a compondre cançons objectives. Els textos de les seves cançons són extremadament polítics.

## Discografia
- Juventude de Atitude (1995)
- Estamos de Luto (1998)
- Versos Sangrentos (1999)
- A Marcha Fúnebre Prossegue (2001)
- Direto do Campo de Extermínio (2003)
- Facção Central Ao Vivo (2005)
- O Espetáculo do Circo dos Horrores (2006)